# 4-677-222-02
4-677-222-02, é um agente químico organoboronado sintético de formulação C82H92B2N4O6.